# بازدهی سوخت
بازدهی سوخت (به انگلیسی: Fuel efficiency) یا صرفه‌جویی سوخت (به انگلیسی: fuel economy) شکلی از بازده گرمایی است، یعنی نسبت تلاش برای رسیدن به نتیجهٔ فرآیندی که انرژی پتانسیل شیمیایی موجود در یک حامل (سوخت) به انرژی جنبشی یا کار تبدیل می‌شود. بازدهی کلی سوخت ممکن است در هر دستگاه متفاوت باشد، که به نوبه خود ممکن است در هر کاربردی متفاوت باشد. این تفاوت اغلب به‌عنوان یک پروفایل انرژی پیوسته نشان داده می‌شود. کاربردهای غیرحمل‌ونقلی، مانند صنعت، از افزایش بازدهی سوخت (به‌ویژه نیروگاه‌های سوخت فسیلی یا صنایعی که با احتراق سروکار دارند مانند تولید آمونیاک درطی فرایند هابر) سود می‌برند.
در زمینه حمل و نقل، صرفه‌جویی سوخت عبارت است از میزان بازدهی انرژی یک وسیله نقلیه خاص، که به‌عنوان نسبت مسافت طی‌شده به ازای واحد سوخت مصرف‌شده درنظرگرفته می‌شود. بازدهی سوخت در حمل‌ونقل به عوامل مختلفی ازجمله بازدهی موتور، طراحی گیربکس و طراحی لاستیک خودرو وابسته است. در اکثر کشورها، با استفاده از سیستم متریک، مصرف سوخت در لیتر بر ۱۰۰ کیلومتر (L/100 km) یا کیلومتر در لیتر (km/L یا kmpl) بیان می‌شود. در تعدادی از کشورهایی که هنوز از سیستم‌های دیگر استفاده می‌کنند مصرف سوخت بر حسب مایل بر گالن (ام‌پی‌جیی) (برای مثال در ایالات متحده و معمولاً در بریتانیا ایمپریال گالن) بیان می‌شود. گاهی ممکن است سردرگمی میان این اصطلاحات به‌وجود بیایید زیرا ایمپریال گالن ۲۰٪ بزرگتر از گالن ایالات متحده است بنابراین مقادیر ام‌پی‌جیی مستقیماً قابل مقایسه نیستند. به‌طور سنتی، لیتر در هر میلی‌لیتر در نروژ و سوئد استفاده می‌شد، اما امروزه هر دو آنان از استاندارد اتحادیه اروپا لیتر بر ۱۰۰ کیلومتر استفاده می‌کنند.
اصطلاح مصرف سوخت عبارت دقیق‌تری برای عملکرد خودرو است زیرا یک رابطه خطی در آن وجود دارد، درحالی که استفاده از اصطلاح صرفه‌جویی سوخت منجر به انحراف در بهبود بهره‌وری می‌شود. اصطلاح بازدهی وزن-مخصوص (به انگلیسی: H Weight-specific efficiency) (بازده در واحد وزن) ممکن است برای بار و مسافر بیان شود.
بازدهی خاص و مشخص‌شده (بازدهی وسیله نقلیه به ازای هر مسافر) برای وسایل نقلیه مسافربر استفاده می‌شود.

## محتوای انرژی سوخت
محتوای انرژی ویژه یک سوخت، انرژی گرمایی است که هنگام سوزاندن مقدار معینی (مانند گالن، لیتر، کیلوگرم) به دست می‌آید. گاهی به آن گرمای احتراق می‌گویند. دو مقدار متفاوت انرژی گرمایی ویژه برای یک دسته از سوخت وجود دارد. یکی گرمای زیادِ (یا ناخالص) احتراق و دیگری گرمای کمِ (یا خالص) احتراق است.
| نوع سوخت                                         | MJ/L      | MJ/kg | BTU/آی‌ام‌پی گالون | BTU/گالون آمریکایی | عدد اکتان تحقیقی (RON)              |
| ------------------------------------------------ | --------- | ----- | ---------------- | ------------------ | ----------------------------------- |
| بنزین معمولی                                     | ۳۴٫۸      | ~۴۷   | ۱۵۰٬۱۰۰          | ۱۲۵٬۰۰۰            | حداقل ۹۱                            |
| بنزین سوپر                                       |           | ~۴۶   |                  |                    | حداقل ۹۵                            |
| خودگاز (ال‌پی‌جی) (۶۰ درصد پروپان و ۴۰ درصد بوتان) | ۲۵٫۵–۲۸٫۷ | ~۵۱   |                  |                    | ۱۰۸–۱۱۰                             |
| اتانول                                           | ۲۳٫۵      | ۳۱٫۱  | ۱۰۱٬۶۰۰          | ۸۴٬۶۰۰             | ۱۲۹                                 |
| متانول                                           | ۱۷٫۹      | ۱۹٫۹  | ۷۷٬۶۰۰           | ۶۴٬۶۰۰             | ۱۲۳                                 |
| گازول (۱۰ درصد اتانول و ۹۰ درصد بنزین)           | ۳۳٫۷      | ~۴۵   | ۱۴۵٬۲۰۰          | ۱۲۱٬۰۰۰            | ۹۳/۹۴                               |
| ئی۸۵ (۸۵٪ اتانول و ۱۵٪ بنزین)                    | ۲۵٫۲      | ~۳۳   | ۱۰۸٬۸۷۸          | ۹۰٬۶۶۰             | ۱۰۰–۱۰۵                             |
| گازوئیل                                          | ۳۸٫۶      | ~۴۸   | ۱۶۶٬۶۰۰          | ۱۳۸٬۷۰۰            | ناموجود (ببینید ستان)               |
| زیست‌دیزل                                         | ۳۵٫۱      | ۳۹٫۹  | ۱۵۱٬۶۰۰          | ۱۲۶٬۲۰۰            | ناموجود (ببینید ستان)               |
| روغن گیاهی (با استفاده از ۹٫۰۰ kcal/g)           | ۳۴٫۳      | ۳۷٫۷  | ۱۴۷٬۸۹۴          | ۱۲۳٬۱۴۳            |                                     |
| بنزین هواپیمایی                                  | ۳۳٫۵      | ۴۶٫۸  | ۱۴۴٬۴۰۰          | ۱۲۰٬۲۰۰            | ۸۰–۱۴۵                              |
| سوخت جت نفت                                      | ۳۵٫۵      | ۴۶٫۶  | ۱۵۳٬۱۰۰          | ۱۲۷٬۵۰۰            | برای موتورهای توربینی در دسترس نیست |
| سوخت جت کروزین                                   | ۳۷٫۶      | ~۴۷   | ۱۶۲٬۱۰۰          | ۱۳۵٬۰۰۰            | برای موتورهای توربینی در دسترس نیست |
| گاز طبیعی مایع                                   | ۲۵٫۳      | ~۵۵   | ۱۰۹٬۰۰۰          | ۹۰٬۸۰۰             |                                     |
| هیدروژن مایع                                     | ۹٫۳       | ~۱۳۰  | ۴۰٬۴۶۷           | ۳۳٬۶۹۶             |                                     |